# Stati Uniti d'America ai Giochi della VIII Olimpiade
La Stati Uniti d'America parteciparono ai Giochi della VIII Olimpiade, svoltisi a Parigi dal 4 maggio al 27 luglio 1924,
con una delegazione di 299 atleti, di cui 24 donne, impegnati in 18 discipline.
aggiudicandosi 45 medaglie d'oro, 27 medaglie d'argento e 27 medaglie di bronzo.

## Medagliere

### Per discipline
| Sport            | Oro | Argento | Bronzo | Totale |
| ---------------- | --- | ------- | ------ | ------ |
| Atletica leggera | 12  | 10      | 10     | 32     |
| Nuoto            | 9   | 5       | 5      | 19     |
| Tiro             | 5   | 2       | 2      | 9      |
| Tennis           | 5   | 1       | 0      | 6      |
| Tuffi            | 4   | 4       | 3      | 11     |
| Lotta libera     | 4   | 1       | 1      | 6      |
| Pugilato         | 2   | 2       | 2      | 6      |
| Canottaggio      | 2   | 1       | 2      | 5      |
| Ginnastica       | 1   | 0       | 0      | 1      |
| Rugby a 15       | 1   | 0       | 0      | 1      |
| Polo             | 0   | 1       | 0      | 1      |
| Equitazione      | 0   | 0       | 1      | 1      |
| Pallanuoto       | 0   | 0       | 1      | 1      |
| Totale           | 45  | 27      | 27     | 99     |

### Medaglie
| Medaglia | Atleta                                                                                  | Sport            | Evento                                       |
| -------- | --------------------------------------------------------------------------------------- | ---------------- | -------------------------------------------- |
| Oro      | Jackson Scholz                                                                          | Atletica leggera | 200 metri piani                              |
| Oro      | Daniel Kinsey                                                                           | Atletica leggera | 110 metri ostacoli                           |
| Oro      | Morgan Taylor                                                                           | Atletica leggera | 400 metri ostacoli                           |
| Oro      | Frank Hussey Pinky Clarke Loren Murchison Al LeConey                                    | Atletica leggera | Staffetta 4×100 metri                        |
| Oro      | Commodore Cochran, William Stevenson, Oliver McDonald, Alan Helffrich                   | Atletica leggera | Staffetta 4×400 metri                        |
| Oro      | Harold Osborn                                                                           | Atletica leggera | Salto in alto                                |
| Oro      | Lee Barnes                                                                              | Atletica leggera | Salto con l'asta                             |
| Oro      | William DeHart Hubbard                                                                  | Atletica leggera | Salto in lungo                               |
| Oro      | Clarence Houser                                                                         | Atletica leggera | Getto del peso                               |
| Oro      | Clarence Houser                                                                         | Atletica leggera | Lancio del disco                             |
| Oro      | Frederic Tootell                                                                        | Atletica leggera | Lancio del martello                          |
| Oro      | Harold Osborn                                                                           | Atletica leggera | Decathlon                                    |
| Oro      | Frank Kriz                                                                              | Ginnastica       | Volteggio al cavallo                         |
| Oro      | Robin Reed                                                                              | Lotta libera     | Pesi piuma                                   |
| Oro      | Russell Vis                                                                             | Lotta libera     | Pesi leggeri                                 |
| Oro      | John Spellman                                                                           | Lotta libera     | Pesi medio-massimi                           |
| Oro      | Harry Steel                                                                             | Lotta libera     | Pesi massimi                                 |
| Oro      | Johnny Weissmuller                                                                      | Nuoto            | 100 metri stile libero maschili              |
| Oro      | Johnny Weissmuller                                                                      | Nuoto            | 400 metri stile libero maschili              |
| Oro      | Warren Kealoha                                                                          | Nuoto            | 100 metri dorso maschili                     |
| Oro      | Robert Skelton                                                                          | Nuoto            | 200 metri rana maschili                      |
| Oro      | Ralph Breyer Wally O'Connor Harry Glancy Johnny Weissmuller                             | Nuoto            | Staffetta 4x200 metri stile libero maschile  |
| Oro      | Ethel Lackie                                                                            | Nuoto            | 100 metri stile libero femminili             |
| Oro      | Martha Norelius                                                                         | Nuoto            | 400 metri stile libero femminili             |
| Oro      | Sybil Bauer                                                                             | Nuoto            | 100 metri dorso femminili                    |
| Oro      | Gertrude Ederle Ethel Lackie Martha Norelius Euphrasia Donnelly                         | Nuoto            | Staffetta 4x100 metri stile libero femminile |
| Oro      | Fidel LaBarba                                                                           | Pugilato         | Pesi mosca                                   |
| Oro      | Jackie Fields                                                                           | Pugilato         | Pesi piuma                                   |
| Oro      | Stati Uniti                                                                             | Rugby a 15       | Maschile                                     |
| Oro      | Vinnie Richards                                                                         | Tennis           | Singolare maschile                           |
| Oro      | Francis Hunter Vincent Richards                                                         | Tennis           | Doppio maschile                              |
| Oro      | Helen Wills                                                                             | Tennis           | Singolare femminile                          |
| Oro      | Hazel Wightman Helen Wills                                                              | Tennis           | Doppio femminile                             |
| Oro      | Dick Williams Hazel Wightman                                                            | Tennis           | Doppio misto                                 |
| Oro      | Henry Bailey                                                                            | Tiro             | Pistola libera individuale                   |
| Oro      | Morris Fisher                                                                           | Tiro             | Fucile a terra individuale                   |
| Oro      | Morris Fisher Walter Stokes Joseph Crockett Raymond Coulter Sidney Hinds                | Tiro             | Fucile a squadre                             |
| Oro      | John Boles                                                                              | Tiro             | Bersaglio mobile individuale                 |
| Oro      | Frank Hughes Samuel Sharman William Silkworth Frederick Etchen John Noel Clarence Platt | Tiro             | Tiro al piattello a squadre                  |
| Oro      | Albert White                                                                            | Tuffi            | Trampolino maschile                          |
| Oro      | Albert White                                                                            | Tuffi            | Piattaforma maschile                         |
| Oro      | Elizabeth Becker-Pinkston                                                               | Tuffi            | Trampolino femminile                         |
| Oro      | Caroline Smith                                                                          | Tuffi            | Piattaforma femminile                        |
| Argento  | Jackson Scholz                                                                          | Atletica leggera | 100 metri piani                              |
| Argento  | Charles Paddock                                                                         | Atletica leggera | 200 metri piani                              |
| Argento  | Horatio Fitch                                                                           | Atletica leggera | 400 metri piani                              |
| Argento  | Richard Johnson Arthur Studenroth August Fager John Gray James Henigan Verne Booth      | Atletica leggera | Corsa campestre a squadre                    |
| Argento  | Leroy Brown                                                                             | Atletica leggera | Salto in alto                                |
| Argento  | Glen Graham                                                                             | Atletica leggera | Salto con l'asta                             |
| Argento  | Edward Gourdin                                                                          | Atletica leggera | Salto in lungo                               |
| Argento  | lenn Hartranft                                                                          | Atletica leggera | Getto del peso                               |
| Argento  | Matthew McGrath                                                                         | Atletica leggera | Lancio del martello                          |
| Argento  | Emerson Norton                                                                          | Atletica leggera | Decathlon                                    |
| Argento  | William Gilmore                                                                         | Canottaggio      | Singolo maschile                             |
| Argento  | Chet Newton                                                                             | Lotta libera     | Pesi piuma                                   |
| Argento  | Duke Kahanamoku                                                                         | Nuoto            | 100 metri stile libero maschili              |
| Argento  | Paul Wyatt                                                                              | Nuoto            | 100 metri dorso maschili                     |
| Argento  | Mariechen Wehselau                                                                      | Nuoto            | 100 metri stile libero femminili             |
| Argento  | Helen Wainwright                                                                        | Nuoto            | 400 metri stile libero femminili             |
| Argento  | Agnes Geraghty                                                                          | Nuoto            | 200 metri rana femminili                     |
| Argento  | Elmer Boescke Tommy Hitchcock Frederick Roe Rodman Wanamaker                            | Polo             | Maschile                                     |
| Argento  | Salvatore Tripoli                                                                       | Pugilato         | Pesi gallo                                   |
| Argento  | Joseph Salas                                                                            | Pugilato         | Pesi piuma                                   |
| Argento  | Marion Jessup Vinnie Richards                                                           | Tennis           | Doppio misto                                 |
| Argento  | Carl Osburn                                                                             | Tiro             | Fucile a terra individuale                   |
| Argento  | Marcus Dinwiddie                                                                        | Tiro             | Carabina piccola individuale                 |
| Argento  | Pete Desjardins                                                                         | Tuffi            | Trampolino maschile                          |
| Argento  | David Fall                                                                              | Tuffi            | Piattaforma maschile                         |
| Argento  | Aileen Riggin                                                                           | Tuffi            | Trampolino femminile                         |
| Argento  | Elizabeth Becker-Pinkston                                                               | Tuffi            | Piattaforma femminile                        |
| Bronzo   | Schuyler Enck                                                                           | Atletica leggera | 800 metri piani                              |
| Bronzo   | Ivan Riley                                                                              | Atletica leggera | 400 metri ostacoli                           |
| Bronzo   | Edward Kirby William Cox Willard Tibbetts James Connolly Joseph Ray, Leo Larrive        | Atletica leggera | 3000 metri a squadre                         |
| Bronzo   | Clarence DeMar                                                                          | Atletica leggera | Maratona                                     |
| Bronzo   | Earl Johnson                                                                            | Atletica leggera | Corsa campestre individuale                  |
| Bronzo   | James Brooker                                                                           | Atletica leggera | Salto con l'asta                             |
| Bronzo   | Ralph Hills                                                                             | Atletica leggera | Getto del peso                               |
| Bronzo   | Thomas Lieb                                                                             | Atletica leggera | Lancio del disco                             |
| Bronzo   | Eugene Oberst                                                                           | Atletica leggera | Lancio del giavellotto                       |
| Bronzo   | Robert LeGendre                                                                         | Atletica leggera | Pentathlon                                   |
| Bronzo   | Leon Butler Harold Wilson Edward Jennings                                               | Canottaggio      | Due con maschile                             |
| Bronzo   | Robert Gerhardt Sidney Jelinek Edward Mitchell Henry Welsford John Kennedy              | Canottaggio      | Quattro con maschile                         |
| Bronzo   | Sloan Doak                                                                              | Equitazione      | Concorso completo individuale                |
| Bronzo   | Bryan Hines                                                                             | Lotta libera     | Pesi gallo                                   |
| Bronzo   | Samuel Kahanamoku                                                                       | Nuoto            | 100 metri stile libero maschili              |
| Bronzo   | William Kirschbaum                                                                      | Nuoto            | 200 metri rana maschili                      |
| Bronzo   | Gertrude Ederle                                                                         | Nuoto            | 100 metri stile libero femminili             |
| Bronzo   | Gertrude Ederle                                                                         | Nuoto            | 400 metri stile libero femminili             |
| Bronzo   | Aileen Riggin                                                                           | Nuoto            | 100 metri dorso femminili                    |
| Bronzo   | Stati Uniti                                                                             | Pallanuoto       | Torneo Maschile                              |
| Bronzo   | Raymond Fee                                                                             | Pugilato         | Pesi mosca                                   |
| Bronzo   | Frederick Boylstein                                                                     | Pugilato         | Pesi leggeri                                 |
| Bronzo   | John Boles Walter Stokes Raymond Coulter Dennis Fenton                                  | Tiro             | Bersaglio mobile a squadre                   |
| Bronzo   | Frank Hughes                                                                            | Tiro             | Tiro al piattello individuale                |
| Bronzo   | Clarence Pinkston                                                                       | Tuffi            | Trampolino maschile                          |

## Risultati

### Calcio
| Atleta | Classifica |                        |
| --- | --- | ---------------------- |
| V · D · M Nazionale statunitense · Calcio ai Giochi Olimpici Estivi 1924 P Douglas · D Davis · D Mulholland · D Rudd · C Demko · C Hornberger · C Johnson · C Jones · C O'Connor · A Brix · A Dalrymple · A Farrell · A Findlay · A Hart · A Rhody · A Straden · A Wells · CT : Burford | 9° |                        |
| Nazionale statunitense · Calcio ai Giochi Olimpici Estivi 1924 | |                        |
| P Douglas · D Davis · D Mulholland · D Rudd · C Demko · C Hornberger · C Johnson · C Jones · C O'Connor · A Brix · A Dalrymple · A Farrell · A Findlay · A Hart · A Rhody · A Straden · A Wells · CT: Burford                                                                           | P Douglas · D Davis · D Mulholland · D Rudd · C Demko · C Hornberger · C Johnson · C Jones · C O'Connor · A Brix · A Dalrymple · A Farrell · A Findlay · A Hart · A Rhody · A Straden · A Wells · CT: Burford | Stati Uniti (bandiera) |

### Pallanuoto
| Atleta | Classifica |                        |
| --- | --- | ---------------------- |
| V · D · M Nazionale maschile statunitense di pallanuoto · Giochi olimpici - Parigi 1924 Austin · Horn · Lauer · Mitchell · Norton · O'Connor · Schroth · Vollmer · Weissmuller · Handy · Collett · CT : Otto Wahle | Bronzo |                        |
| Nazionale maschile statunitense di pallanuoto · Giochi olimpici - Parigi 1924 | |                        |
| Austin · Horn · Lauer · Mitchell · Norton · O'Connor · Schroth · Vollmer · Weissmuller · Handy · Collett · CT: Otto Wahle                                                                                          | Austin · Horn · Lauer · Mitchell · Norton · O'Connor · Schroth · Vollmer · Weissmuller · Handy · Collett · CT: Otto Wahle | Stati Uniti (bandiera) |